# Quinta do Outeiro

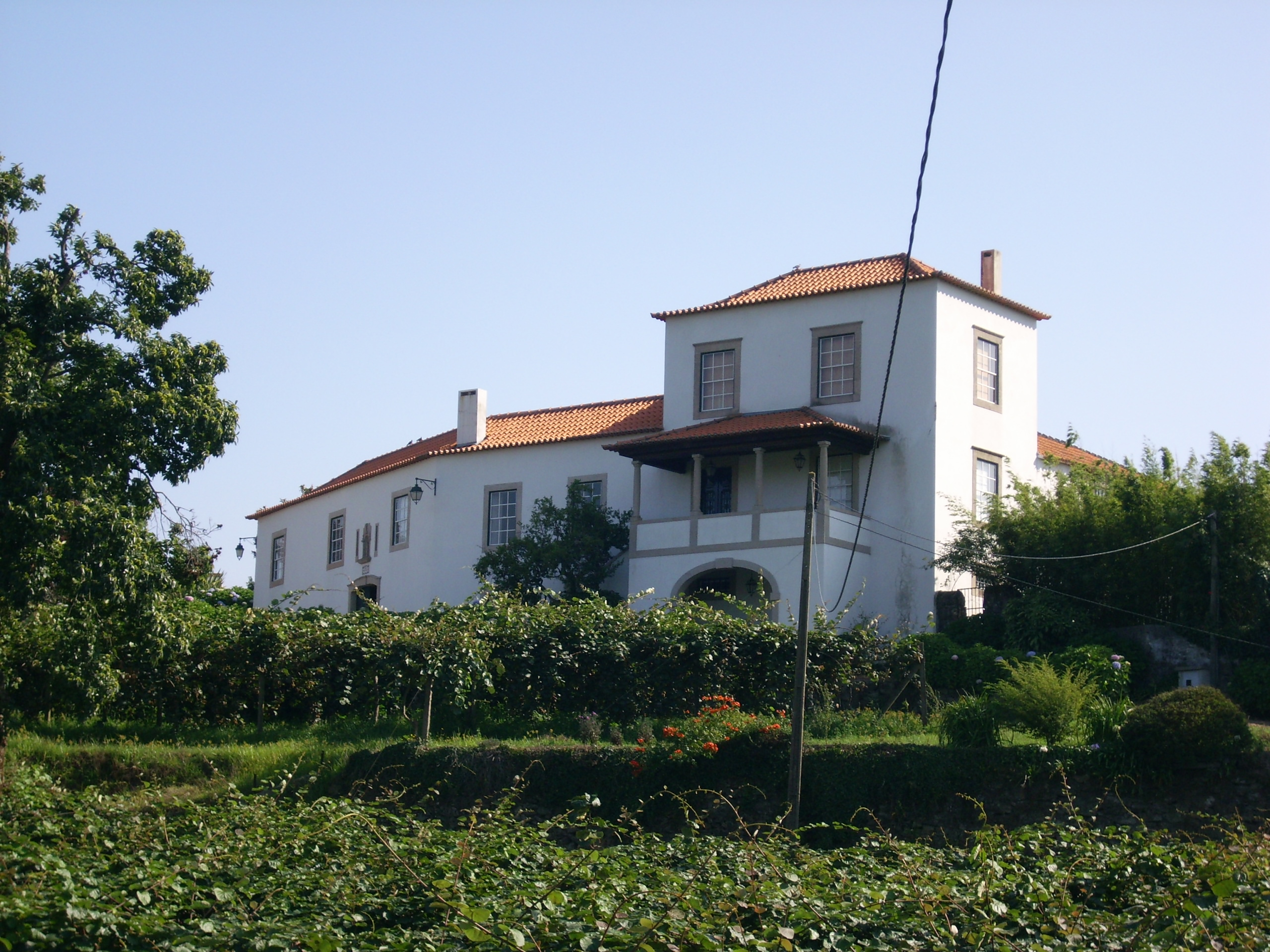
Quinta do Outeiro.

A Quinta do Outeiro localiza-se na freguesia de Vilar de Andorinho, na cidade e no Município de Vila Nova de Gaia, Distrito do Porto, em Portugal.

## História
A propriedade existe, pelo menos, desde princípios do século XVII.
Pertenceu ao desembargador Gaspar Fernandes Ferreira e sua esposa, Francisca Leite, que foram sucedidos por seu filho António Leite Ferreira, sucedido a seu tempo pelo próprio filho, João Leite Ferreira, que ainda vivia em 1654.
Em nossos dias, a sua área arável foi aproveitada para o cultivo de kiwi, razão pela qual também é conhecida como "Quinta dos Kiwis".

## Características
A casa, grande e de traçado genuinamente português, encontra-se no cimo de uma pequena colina que lhe dá o nome, tendo a leste um enorme espigueiro, um dos maiores do concelho.